# Strobilanthes caudata
Strobilanthes caudata är en akantusväxtart som beskrevs av T. Anders.. Strobilanthes caudata ingår i släktet Strobilanthes och familjen akantusväxter. Inga underarter finns listade i Catalogue of Life.